# Chihiro Konagaya
Chihiro Konagaya (japanisch 古長谷 千博 Konagaya Chihiro; * 25. Oktober 2001 in der Präfektur Shizuoka) ist ein japanischer Fußballspieler.

## Karriere
Chihiro Konagaya erlernte das Fußballspielen in der Schulmannschaft der Shimizu Sakuragaoka High School sowie in der Universitätsmannschaft der Tokoha University. Seinen ersten Vertrag unterschrieb er am 1. Februar 2024 bei Roasso Kumamoto. Der Verein aus Kumamoto spielt in der zweiten Liga, der J2 League. Sein Zweitligadebüt gab Chihiro Konagaya am 25. Februar 2024 (1. Spieltag) im Heimspiel gegen Shimizu S-Pulse. Bei der 1:2-Heimniederlage stand er in der Startelf und wurde in der 83. Minute gegen Wataru Iwashita ausgewechselt.